# عملات سلالة مينغ

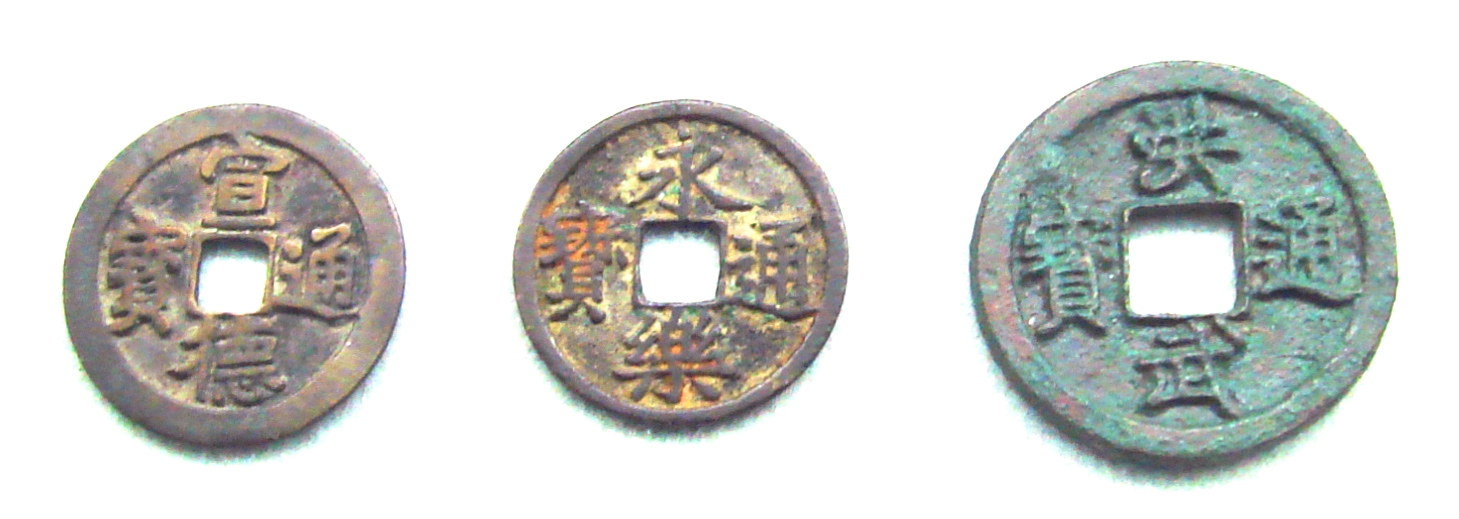
宣德通寶، 永樂通寶، و 洪武通寶 العملات المعدنية.

تشمل العملات الصينية في عهد أسرة مينغ العديد من أنواع العملات المعدنية. خلال عهد أسرة مينغ في الصين (1368 إلى 1644)، تطور الاقتصاد الوطني وتقدمت تقنيات إنتاج العملات.
لقد قامت أسرة مينغ بصك عدد قليل نسبيًا من العملات المعدنية مقارنة بالأسر السابقة في التاريخ الصيني، ولم تكن العملات النقدية التي أنتجتها تعتبر جميلة الصنع مثل تلك التي كانت في العصور السابقة. كانت غالبية العملات النقدية المتداولة في وقت أسرة مينج في الواقع من عصر أسرة تانغ (618 إلى 907) وعصر أسرة سونغ (960 إلى 1279). كل هذا يشير إلى أن أباطرة سلالة مينغ لم ينظروا إلى العملات المعدنية بنفس الأهمية التي نظر بها أباطرة سلالة مينغ إلى العملات المعدنية التي حكموها قبلهم.

## الخلفية

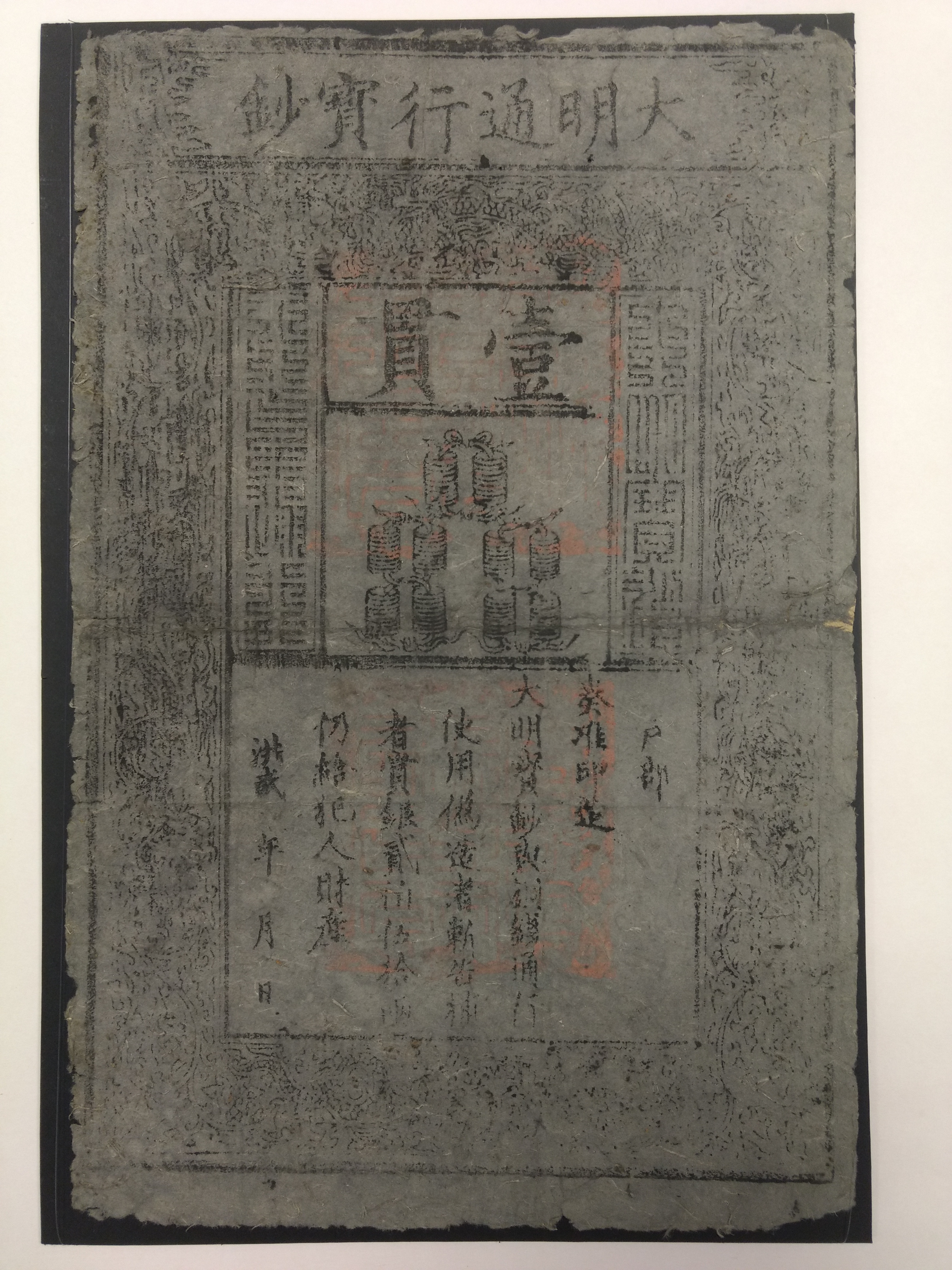
ورقة نقدية من عصر أسرة مينغ معروضة في متحف ما قبل التاريخ في فالنسيا في بلنسية.

أعلن تشو يوان تشانغ، المعروف باسم الإمبراطور هونغوو، عهد مينغ العظيم في عام 1368. منذ تأسيس أسرة مينغ حتى عام 1450، حاول الأباطرة استخدام العملة الورقية، ولكن هذا تسبب في أن تشهد أسرة مينغ نفس التضخم المفرط الذي شهدته أسلافها. في معظم الأحيان، كانت البلاد تعاني من نقص الفضة في الجزء المبكر من الأسرة وكان الكثير من التجارة يجري عن طريق المقايضة؛ وفي السنوات اللاحقة، جاءت الفضة في الغالب من خلال التجارة مع مانيلا أو الفلبين كجزء من جزر الهند الشرقية الإسبانية داخل الإمبراطورية الاستعمارية الإسبانية أو اليابان. صدر تدفق السلع التجارية الصينية مثل الخزف إلى بقية الإمبراطورية الاستعمارية الإسبانية في أمريكا الإسبانية وأوروبا من خلال تجارة السفن الشراعية مانيلا-أكابولكو بين مانيلا في الفلبين وأكابولكو في المكسيك وأساطيل الكنوز الإسبانية من فيراكروز في المكسيك إلى إشبيلية في إسبانيا. وفي الوقت نفسه، ضمن طريق العودة أيضًا إمدادًا ثابتًا من عملات الدولار الفضية الإسبانية التي سكت في إسبانيا الجديدة (المكسيك)، واستخرجت من بوتوسي في بوليفيا أو بيرو. كانت عملات الدولار الإسباني غالبًا ما تحمل أحرفًا صينية تُعرف باسم "علامات التقطيع" والتي تشير إلى أن العملة المعدنية المعينة فحصت بواسطة تاجر معروف وتأكدوا من أنها أصلية. لم يؤثر التداول الواسع النطاق للدولار الفضي الإسباني على عهد أسرة مينغ فحسب، بل أصبح أيضًا واسع الانتشار في العديد من البلدان في الشرق الأقصى كمعيار للتجارة. وقد ظلت العملة المكسيكية راسخة حتى عهد أسرة تشينغ، عندما بدأت طباعة الأوراق النقدية تحت مسمى "الدولارات المكسيكية"، وحتى في وقت لاحق عندما أصدرت القوى الغربية أيضًا دولارات تجارية، وعملات استعمارية مثل دولار هونغ كونغ، بنفس المواصفات. تدفقت هذه الفضة إلى البلاد و صهرت وتداولوها على شكل سبائك تُعرف الآن باسم السيسي. ومع ذلك، قام الأباطرة أيضًا بسك العملات المعدنية بشكل دوري. إلى جانب العملات النحاسية، استمرت أصداف الكاوري في التداول خلال هذه الفترة أيضًا.

## سك العملات في عهد مينغ
بعد استقلال الصين عقب انسحاب المغول شمالًا وحرب أهلية دامية بلغت ذروتها بانتصار تشو يوان تشانغ، صعدت سلالة مينغ إلى السلطة وتحت حكمها جاءت فترة طويلة من الاستقرار والنمو. حتى عام 1505، كانت العملات النقدية متداولة جنبًا إلى جنب مع أوراق النقد دا مينغ باوتشاو، ولكن مع دخول المزيد من العملات الفضية إلى السوق الصينية، بدأت عملات مثل الدولار الفضي الإسباني تحل محل العملات النقدية. أصبحت العملات النقدية ذات الجودة الرديئة التي تسك بشكل خاص هي السائدة في جنوب الصين و سك 4 أنواع من العملات النقدية الرسمية بجودة متفاوتة، حيث سكت واحدة منها بوزن 1 تشيان للدفع للحكومة الإمبراطورية، ونوع ثانٍ بوزن 0.9 تشيان لرواتب المسؤولين، وكان النوعان الأقل جودة يستخدمهما عامة الناس في الغالب ويتداولوهما بشكل أكبر. كانت العملات المعدنية المعروفة باسم العملات الذهبية العكسية تُصب وتُصهر أربع مرات بدلاً من مرتين، وكانت تُعتبر أكثر قيمة، ومن المفارقات أنه بسبب هذا تخزنت هذه العملات الذهبية العكسية مما منعها من التداول مما تسبب في تداول حتى العملات النقدية المزيفة الرخيصة والرديئة الجودة بأعداد أكبر، وبعد أن بدأت حكومة سلالة مينغ في إنتاج عملات نقدية "ذات حافة مطحونة"، قبلت عالميًا بسرعة كبيرة لدرجة أنه في مرحلة ما قبل التجار هذه العملات فقط، ولكن نظرًا لأن سمعة العملات النقدية العكسية الذهبية كانت قوية جدًا، فقد اعتبرت العملات "ذات الحافة المطحونة" في النهاية عديمة القيمة ومُهملة.
كانت كمية العملات النقدية المصنوعة من سبائك النحاس التي أنتجتها أسرة مينغ أعلى من تلك التي أنتجتها أسرة يوان السابقة (التي استخدمت الأوراق النقدية، أو زهي (紙幣)، على نطاق واسع بدلاً من العملات المعدنية)، لكنها لم تصل أبدًا إلى مخرجات الإنتاج السنوية في فترة أسرة سونغ.
استخدم مصطلح " تشيكيان" (制錢) للتمييز بين العملات النقدية ذات القيمة الكاملة التي أنتجتها الحكومة الإمبراطورية والعملات القديمة من فترة أسرة سونغ، والتي كانت تُعرف باسم jiuqian (舊錢)، والعملات المزيفة المنتجة بشكل خاص من الأوزان غير القياسية والسبائك التي كانت تُعرف باسم siqian (私錢) أو sizhuqian (私鑄錢). تشمل المصطلحات الأخرى المستخدمة خلال عهد أسرة مينغ للأنواع المختلفة من العملات النقدية يانغ تشيان (样錢، "عملة نموذجية")، والمعروفة أيضًا باسم بيكيان (北錢، "عملة شمالية")، والتي تشير إلى الوزن الكامل (1 تشيان) والعملات النقدية عالية الجودة التي تسلمت إلى بكين كإيرادات إصدار العملات. فنغ تشيان (俸錢، "عملة الراتب") والتي كانت تشير إلى عملات نقدية من الدرجة الثانية كان وزنها 0.9 تشيان و توزعت من خلال رواتب المسؤولين الحكوميين والمكافآت. وشانغكيان (賞錢، "أموال الإكرامية") وهو مصطلح يستخدم للإشارة إلى العملات النقدية الصغيرة والرفيعة والهشة للغاية (مقارنة بسيزهوتشيان) والتي كانت تستخدم لدفع أجور موظفي الحكومة الإمبراطورية (بما في ذلك عمال دار السك أنفسهم) وكانت واحدة من أكثر أنواع العملات النقدية المتداولة شيوعًا خلال عهد أسرة مينغ بين عامة السكان.
في عام 1393 كان هناك إجمالي 325 فرنًا في دور سك العملة في جميع أنحاء المقاطعات والتي كان مجموع إنتاجها السنوي 189000 سلسلة من العملات النقدية (حيث كانت السلسلة تحتوي على 1000 عملة نقدية). كان هذا المبلغ يمثل 3% فقط من إنتاج النقود السنوي في عهد أسرة سونغ الشمالية. كانت المادة الخام النحاسية اللازمة لإنتاج العملات النقدية في عهد أسرة مينغ تأتي من مناجم في مقاطعات جيانغشي وشنشي وشانشي. في مقاطعة جيانغشي وحدها، كان هناك إجمالي 115 فرنًا عاملاً. في المقاطعات الصينية الأخرى، حيث لم يعثر على خامات النحاس بشكل طبيعي، أمرت حكومة أسرة مينغ السكان المحليين بتسليم الأشياء النحاسية الخاصة بهم إلى دور سك العملة التابعة للحكومة الإقليمية لصهرها لإنتاج المزيد من العملات النقدية.
على الرغم من تفضيل الحكومة للعملات الورقية على العملات النقدية المصنوعة من سبائك النحاس، إلا أن السوق الصينية كان لديها طلب مرتفع عليها، وكان هذا الطلب من شأنه أن يحفز الإفراط في إنتاج العملات المزيفة التي غمرت أسواق الصين في عهد أسرة مينغ، وغالبًا ما كانت هذه العملات النقدية المزيفة تُصب بجودة بائسة لدرجة أن تشي تشيان واحد حقيقي يمكنه شراء 300 عملة مزيفة. ونتيجة لذلك، تسبب هذا في التضخم في العديد من الأماكن المختلفة. في عهد الإمبراطور جيا جينغ، خففت حكومة أسرة مينغ من حدة الوضع من خلال إنتاج كمية كبيرة من Zhiqian مع نقش Jiajing Tongbao (嘉靖通寶) في عام Jiajing 5 (1527). في عام جيا جينغ الحادي عشر (1553) قامت حكومة أسرة مينغ بإصدار 10 ملايين عملة نقدية إضافية من جياجينغ تونغباو بالإضافة إلى تشي تشيان مع 9 أسماء من عصور حكم سابقة. وفي المجموع، بلغ هذا المبلغ من العملات المعدنية 1,000,000 دينغ (錠).
على الرغم من حكمه لمدة شهر واحد فقط، إنتجت عملات نقدية تحمل لقب إمبراطور تايتشانغ. إنتجت هذه العملات النقدية التي تحمل نقش تايتشانغ تونغباو (泰昌通寶) من قبل ابنه، الإمبراطور تيانكي، بكميات كبيرة كدليل على بر الوالدين.
في أوائل القرن السابع عشر، أدى ارتفاع سعر النحاس إلى دفع الحكومة إلى تقليل كمية النحاس في تركيبة تشيكيان لصالح الرصاص. كانت العملات النقدية التي تحمل نقوش Tianqi Tongbao (天啟通寶) و Chongzhen Tongbao (崇禎通寶) ذات جودة أقل من تلك المنتجة خلال الفترات السابقة. تميل هذه العملات النقدية إلى أن تكون رقيقة وهشة، بسبب انخفاض كمية النحاس في تركيبتها. بدأ الشعب الصيني في هذه المرحلة في الامتناع عن استخدام العملات النقدية المصنوعة من سبائك النحاس وفضلت الأسواق استخدام سبائك الفضة بدلاً من ذلك.
في عام 1621، طلب وانغ شيانغجيان، وزير الحرب، من الحكومة أن تصب عملات نقدية من تيانتشي تونغباو بفئات 10 ون، و100 ون، و1000 ون. منحته الحكومة الإذن بسك 10 عملات نقدية من فئة ون مما أدى إلى انخفاض قيمتها، وفي عام 1622 توقف إنتاجها. في البداية كان وزن هذه العملات النقدية 1 تايل ولكن تخفض إلى 0.5 تايل، وبسبب وزنها المنخفض لم تقبل إلا مقابل 6 إلى 8 عملات نقدية قياسية.
في عام 1644 استولى المانشو على بكين من أسرة شون، ثم توجهوا جنوبًا وأسروا القوات الموالية لأسرة مينغ. كانت إحدى السياسات النقدية الأولى التي سنوها هي قبول عملات نقدية من عهد أسرة مينغ بنصف قيمة عملات نقدية من عهد أسرة تشينغ فقط، وبسبب هذا إزيلت عملات عصر مينغ من التداول لتصهر في عملات أسرة تشينغ، وهذا هو السبب في أن عملات أسرة سونغ في العصر الحديث أكثر شيوعًا من تلك التي تعود إلى عهد أسرة مينغ الأحدث.
أحد المتغيرات المعروفة لعملات Chongzhen Tongbao النقدية تحتوي فقط على علامات دار سك العملة على الجانب الخلفي من العملة. مثال على هذه العملات النقدية Chongzhen Tongbao التي تحمل علامات دار السك الحرف الصيني "Zhong" (忠) والذي يترجم إلى "مخلص" أو "صادق" ويقع فوق الجانب الخلفي من الفتحة المركزية المربعة. خلال عهد الإمبراطور تشونغتشن، كان هناك ما مجموعه 156 فرنًا مختلفًا لسك العملات النقدية قيد التشغيل. لا يزال من غير الواضح حاليًا ما إذا كان الحرف الصيني "Zhong" (忠) يشير إلى دار سك العملة معينة أم لا. عادةً ما يبلغ قطر العملات النقدية التي تحمل هذا الحرف 24.8 ملم ووزنها 3 غرام.

## قائمة العملات النقدية من عهد أسرة مينغ حسب النقش
تاريخيا، كانت العملات المعدنية الصينية دائرية الشكل مع وجود ثقب مربع في الوسط. على الوجه الأمامي، توجد عادةً كلمات تشير إلى اسم عهد الإمبراطور أو اسم العصر. على الجانب الخلفي، توجد كلمات أو أنماط رسومية تشير غالبًا إلى الطائفة أو علامة سك النقود. ومن الممكن أيضًا ألا يكون هناك شيء على الجانب الخلفي. في الفترة المبكرة من عهد أسرة مينغ، كان هناك العديد من أنواع العملات المختلفة. وتشمل الأمثلة:
- "دا تشونغ تونغ باو" ((بالصينية التقليدية: 大中通寶؛ بالصينية المبسطة: 大中通宝) )
- "هونغوو تونغباو" ( (بالصينية التقليدية: 洪武通寶؛ بالصينية المبسطة: 洪武通宝) )
- "هونغ شي تونغ باو" ( (بالصينية التقليدية: 洪熙通寶؛ بالصينية المبسطة: 洪熙通宝) )
- "يونغ لي تونغباو" ( (بالصينية التقليدية: 永樂通寶؛ بالصينية المبسطة: 永乐通宝) )
- "زينغ دي تونغباو" ( (بالصينية التقليدية: 正德通寶؛ بالصينية المبسطة: 正德通宝) )
- "هونج زهي تونغباو" ( (بالصينية التقليدية: 弘治通寶؛ بالصينية المبسطة: 弘治通宝) )
- "جيا جينغ تونغباو" ( (بالصينية التقليدية: 嘉靖通寶؛ بالصينية المبسطة: 嘉靖通宝) )
- "جيا جينغ آن باو" ( (بالصينية التقليدية: 嘉靖安寶؛ بالصينية المبسطة: 嘉靖安宝) )
- "وان لي نيان زاو" ( (بالصينية التقليدية: 萬曆年造؛ بالصينية المبسطة: 万历年造) )
- "وان لي تونغباو" ( (بالصينية التقليدية: 萬曆通寶؛ بالصينية المبسطة: 万历通宝) )
- "تيان تشي تونغباو" ( (بالصينية التقليدية: 天啟通寶؛ بالصينية المبسطة: 天启通宝) )
- "تشونغ تشن تونغباو" ( (بالصينية التقليدية: 崇禎通寶؛ بالصينية المبسطة: 崇祯通宝) )

معظم أسماء العملات المعدنية مستمدة من ألقاب العهود التي أنتجت خلالها. على سبيل المثال، إنتج "هونغوو تونغباو" خلال سنوات هونغوو (1368-1398). لم تنتج أي عملات معدنية تحمل نقش Zheng De Tong Bao (正德通寶) للتداول من قبل الإمبراطور Zhengde، ومع ذلك، خلال أواخر عهد أسرة مينغ وأوائل عهد أسرة تشينغ، إنتج العديد من "التعويذات المحظوظة" التي تحمل هذا النقش. تحتوي هذه التعويذات عادةً على جوانب زخرفية أكثر تحمل صورًا ميمونة مختلفة. إنتجت بعض عملات Chongzhen Tongbao النقدية بفئة 2 wen، وكانت عملات Chongzhen Tongbao النقدية التي أنتجتها دار سك العملة التابعة لوزارة الأشغال العامة تحمل علامة الدار "工" (Gong) محفورة على ظهرها.

### القضايا المحلية في قويتشو
خلال فترة هونغتشي من عام 1488 حتى عام 1505، أصدر بعض مفوضي القبائل في مقاطعة قويتشو عملاتهم النقدية الخاصة، وبدلاً من أن تكون مبنية على ألقاب الحكم، كانت النقوش مبنية على أسماء الأماكن.
| نقش             | الصينية التقليدية | الصينية المبسطة | الإمبراطور        | صورة |
| --------------- | ----------------- | --------------- | ----------------- | ---- |
| شويجوان تونجباو | 水官通寶          | 水官通宝        | الإمبراطور هونغزي |      |
| تايغوان تونغباو | شكرا جزيلا        | 太官通宝        | الإمبراطور هونغزي |      |
| هووغوان تونغباو | شكرا جزيلا        | شكرا جزيلا      | الإمبراطور هونغزي |      |
| دادينغ تونغباو  | شكرا جزيلا        | 大定通宝        | الإمبراطور هونغزي |      |
| تايدينغ تونغباو | شكرا جزيلا        | 太定通宝        | الإمبراطور هونغزي |      |
| تايزى تونغباو   | شكرا جزيلا        | شكرا جزيلا      | الإمبراطور هونغزي |      |

### ألقاب الحكم غير المستخدمة
من المعروف أنه لم تصب أي عملات نقدية وتوضع في التداول العام مع ألقاب فترة حكم أسرة مينغ السبعة التالية: جيانوين (建文)، هونغشي (洪熙)، زينغتونغ (正统)، جينغتاي (景泰)، تيانشون (天顺)، تشينغهوا (成化)، وتشنغده (正德).

## كلمات على العملة خلال الفترة الانتقالية
خلال الفترة الانتقالية بين أسرتي مينغ وتشينغ، قام العديد من المتمردين والمتظاهرين بصنع عملاتهم الخاصة باستخدام أحرف صينية مختلفة عليها. عادةً ما يكون هناك أربع كلمات على كل جانب من العملة.
| الحروف الصينية على العملات المعدنية في بينيين | الصينية التقليدية    | الصينية المبسطة      | المنتج           |
| --------------------------------------------- | -------------------- | -------------------- | ---------------- |
| يونغ تشانغ تونغ باو                           | (بالصينية: 永昌通寶) | (بالصينية: 永昌通宝) | لي تسيتشنغ       |
| دا شون تونغ باو                               | (بالصينية: 大順通寶) | (بالصينية: 大顺通宝) | تشانغ شيان تشونغ |
| شي وانغ شانغ قونغ                             | (بالصينية: 西王賞功) | (بالصينية: 西王赏功) | تشانغ شيان تشونغ |
| شينغ تشاو تونغ باو                            | (بالصينية: 興朝通寶) | (بالصينية: 兴朝通宝) | صن كيوانغ        |
| دا مينغ تونغ باو                              | (بالصينية: 大明通寶) | (بالصينية: 大明通宝) | مينغ الجنوبية    |
| هونغ غوانغ تونغ باو                           | (بالصينية: 弘光通寶) | (بالصينية: 弘光通宝) | مينغ الجنوبية    |
| لونغ وو تونغ باو                              | (بالصينية: 隆武通寶) | (بالصينية: 隆武通宝) | مينغ الجنوبية    |
| يونغ لي تونغ باو                              | (بالصينية: 永曆通寶) | (بالصينية: 永历通宝) | مينغ الجنوبية    |
| تشاو وو تونغ باو                              | (بالصينية: 昭武通寶) | (بالصينية: 昭武通宝) | وو سانغي         |
| لي يونغ تونغ باو                              | (بالصينية: 利用通寶) | (بالصينية: 利用通宝) | وو سانغي         |
| هونغ هوا تونغ باو                             | (بالصينية: 洪化通寶) | (بالصينية: 洪化通宝) | وو شيفان         |
| يو مين تونغ باو                               | (بالصينية: 裕民通寶) | (بالصينية: 裕民通宝) | جينغ جينغزونغ    |

## هونغ شي تونغ باو
أُنتجت عملة "هونغ شي تونغ باو" (洪|熙通寶) عام 1425، خلال عهد أسرة هونغ شي، في عهد تشو غاوتشي، إمبراطور مينغ. تُعد هذه العملات نادرة جدًا. حتى الآن، لم يُعرض منها سوى اثنتين فقط على الملأ. ومع ذلك، فُقدت إحداهما، والأخرى موجودة الآن في متحف التاريخ الصيني. تُعتبر عملة "هونغ شي تونغ باو" قطعة أثرية تاريخية وطنية في الصين.

## يونغ لو تونغ باو

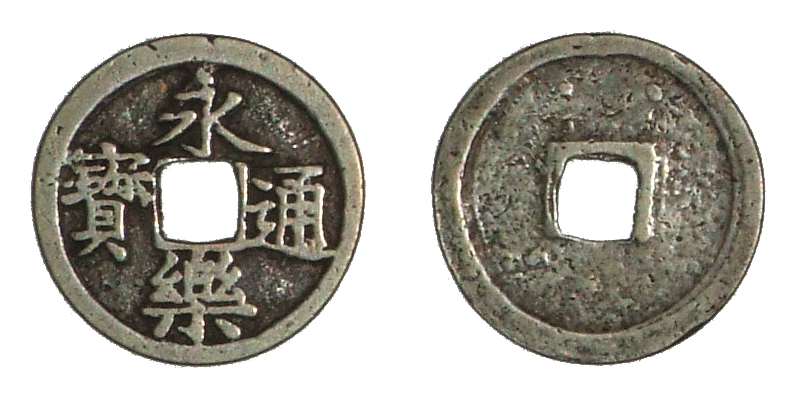
عملة يونغ-لي تونغ-بو (永樂通寶).

أنتج تشو دي، أحد أباطرة أسرة مينغ، عملة "يونغ لي تونغباو" (永|樂通寶). في بدايات هذه الأسرة، كانت النقود الورقية تُستخدم على نطاق واسع. بعد اعتلائه العرش، أجرى تشو دي سلسلة من الإصلاحات شملت جميع المجالات، بما في ذلك السياسة والاقتصاد والثقافة والجيش والدبلوماسية. وانطلاقًا من احتياجات الدبلوماسية والتجارة الخارجية، أنتج عملة "يونغ لي باو تونغ" عام 1408.
في الأصل، لم يكن المقصود من عملة "يونغ لي باو تونغ" أن تُتداول داخل الصين نفسها، إذ استُبدلت العملات النقدية تدريجيًا بالعملات الفضية والورقية. بل كانت مخصصة للتداول مع دول مثل اليابان ومملكة ريوكيو.

## تشونغ تشن تونغ باو
كانت عملة "تشونغ تشن تونغ باو" (崇|禎通寶) هي العملة التي أصدرها آخر إمبراطور من أسرة مينغ، الإمبراطور تشونغتشن. صدرت بفئات مختلفة. على ظهرها، توجد العديد من الحروف والنقاط، التي لا يزال معناها غير واضح. في ذلك الوقت، كانت هناك دور سكّ عملات تابعة لهيئة الإيرادات في نانجينغ وبكين.

## شينغ تشاو تونغ باو

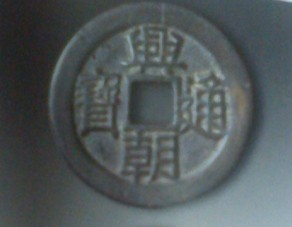
عملة "شينغ تشاو تونغ باو" (興朝通寶).

أُنتجت عملة "شينغ تشاو تونغ باو" (興|朝通寶) على يد سون كيوانغ عام 1649 (السنة السادسة من حكم شونتشي)، عندما أصبح ملكًا على دونغبينغ. في ذلك الوقت أنتج صن عددًا كبيرًا من "شينغ تشاو تونغ باو" التي تميزت بخصائصها المميزة وتأثيرها العميق. كان أسلوب الحروف الصينية على العملات بسيطًا. صُنعت معظم العملات من النحاس. ورغم أن العمل كان خشنًا بعض الشيء، إلا أنه كان متقنًا. انعكس هذا الأسلوب في عملات "لي يونغ باو تونغ" اللاحقة، و"تشاو وو تونغ باو" (昭|武通寶) التي أنتجها وو سان غوي، و"هونغ هوا تونغ باو" التي أنتجها وو شي فان.

## شي وانغ شانغ قونغ وتشانغ شيان تشونغ

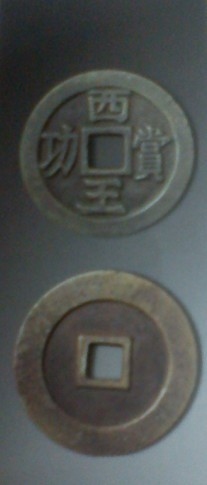
عملة شي وانغ شاو غونغ معروضة في أحد المتاحف.

كان تشانغ شيان تشونغ قائدًا مشهورًا لجيش فلاحي متمرد في أواخر عهد أسرة مينغ. في عام 1630، انضم إلى جيش الفلاحين المتمردين. في عام 1643، أُطلق عليه لقب "دا شينغ وانغ". في عام 1644، سيطر على سيتشوان وأصبح ملكًا لتشنغدو، وأطلق على السلالة الحاكمة اسم "دا شي" وعلى عهده اسم "دا شون". أصدر تشانغ عملته الخاصة المسماة "دا شون تونغباو" (大|順通寶) كعملة رسمية. لتكريم أولئك الذين قدموا مساهمات لسلالة دا شي، أصدر عملة أخرى تسمى "شي وانغ شانغ غونغ" (西|王賞功) كمكافأة لهم. هناك أربعة أنواع من "شي وانغ شانغ غونغ"، وهي مصنوعة من الذهب والذهب والفضة والنحاس. في ذلك الوقت، نال جيش الفلاحين المتمردين إعجابًا ودعمًا كبيرين من الشعب. كان يُخاط "دا شون تونغ باو" غالبًا على الملابس كنوع من الاحتفال تكريمًا لجيش الفلاحين المتمردين. ولأن الحصول على "شي وانغ شانغ غونغ" كان صعبًا للغاية، فقد كان نادرًا وثمينًا للغاية. كان الحصول عليه شبه مستحيل، لدرجة أن عامة الناس لم يتمكنوا من الحصول عليه في كثير من الأحيان. ونتيجة لذلك، لم يتبقَّ منه اليوم إلا القليل جدًا.

## انظر ايضا
- تاريخ العملة الصينية
- العملات الصينية القديمة
- عملات سلالة تشو
- عملات سلالة لياو
- عملات سلالة سونغ الجنوبية
- عملات شيا الغربية
- عملات سلالة جين (1115-1234)
- عملات أسرة يوان
- عملات سلالة تشينغ
- اقتصاد سلالة مينغ

## الملحوظات
1. 1 2
2. ↑  Ebrey 1999، صفحة 191.
3. ↑  Brook، Timothy (1998)، The Confusions of Pleasure: Commerce and Culture in Ming China، Berkeley: University of California Press، ص. 205، ISBN:0-520-21091-3، مؤرشف من الأصل في 2025-07-03
4. ↑  تشارلز س. مان (2011)، 1493: Uncovering the New World Columbus Created، Random House Digital، ص. 149–150، ISBN:978-0-307-59672-7، مؤرشف من الأصل في 2025-02-12
5. ↑  Lane, Kris (30 Jul 2019). "Potosí: the mountain of silver that was the first global city". Aeon (بالإنجليزية). Archived from the original on 2025-06-21. Retrieved 2019-08-04.
6. ↑  "7 Things You May Not Know About the Ming Dynasty". Nate Barksdale for The History Channel (بالإنجليزية). 30 Sep 2014. Archived from the original on 2018-03-11. Retrieved 2017-06-13.
7. ↑  "China's Biggest Ancient Coin". Gary Ashkenazy / גארי אשכנזי (Primaltrek – a journey through Chinese culture) (بالإنجليزية). 3 Nov 2011. Archived from the original on 2025-06-14. Retrieved 2017-06-13.
8. 1 2 3 4 5 6 7 8 9 10 11 12 13  Ulrich Theobald (25 May 2016). "zhiqian 制錢, standard cash" (بالإنجليزية). Chinaknowledge.de. Archived from the original on 2025-01-14. Retrieved 2020-03-13.
9. 1 2 3  Hartill 2005، صفحة 237.
10. 1 2  Hartill 2005، صفحة 251.
11. 1 2 3  Hartill 2005، صفحة 255.
12. 1 2 3 4 5 6 7 8 9 10 11 12  "Chinese coins – 中國錢幣". Gary Ashkenazy / גארי אשכנזי (Primaltrek – a journey through Chinese culture) (بالإنجليزية). 16 Nov 2016. Archived from the original on 2025-06-10. Retrieved 2017-06-06.
13. ↑  Hartill 2005، صفحة 247.
14. ↑  "Ming Rebels Coinage". Hauburn.tripod.com. مؤرشف من الأصل في 2025-02-25. اطلع عليه بتاريخ 2018-08-15.
15. ↑  "Ryuukyuuan coins". Luke Roberts at the Department of History – University of California at Santa Barbara (بالإنجليزية). 24 Oct 2003. Archived from the original on 2017-08-04. Retrieved 2017-06-13.
16. ↑  "Admiral Zheng He and the Yongle Tongbao Coin". Gary Ashkenazy / גארי אשכנזי (Primaltrek – a journey through Chinese culture) (بالإنجليزية). 31 Mar 2013. Archived from the original on 2025-03-17. Retrieved 2017-06-17.
17. ↑  Li Chongzhi (李崇智)，《中國歷代年號考》，中華書局，2004年12月 (ردمك 7101025129). (in ماندراين الصينية)
18. ↑  "Coin Value: China Xi Wang Shang Gong 1644". مؤرشف من الأصل في 2014-07-24. اطلع عليه بتاريخ 2018-08-15.

## روابط خارجية
- نظرة عامة على عملة سلالة مينغ.
- دليل مرجعي للعملات المعدنية لسلالة مينغ (وغيرها من العملات المعدنية التي تعود إلى فترة ما بعد عهد أسرة سونغ وقبل عهد أسرة تشينغ).